# 1531 en santé et médecine
| Années de la santé et de la médecine : 1528 - 1529 - 1530 - 1531 - 1532 - 1533 - 1534    |
| Décennies de la santé et de la médecine : 1500 - 1510 - 1520 - 1530 - 1540 - 1550 - 1560 |

Cet article présente les faits marquants de l'année 1531 en santé et médecine.

## Événements
- 26 janvier : au Portugal, un tremblement de terre fait des milliers de victimes à Lisbonne[1].
- 30 mars : en Angleterre, Beggars Act, loi sur la mendicité et le vagabondage[2].
- L'hospice Sainte-Catherine de  Lyon, fondé vers l'an 1200 pour recevoir les orphelines, est placé sous la juridiction de l'Aumône générale[3].
- 1531-1533 : en France, les consuls de Lyon fondent une « aumône générale, origine de l'hôpital de la Charité[4],[5] ».

## Publication

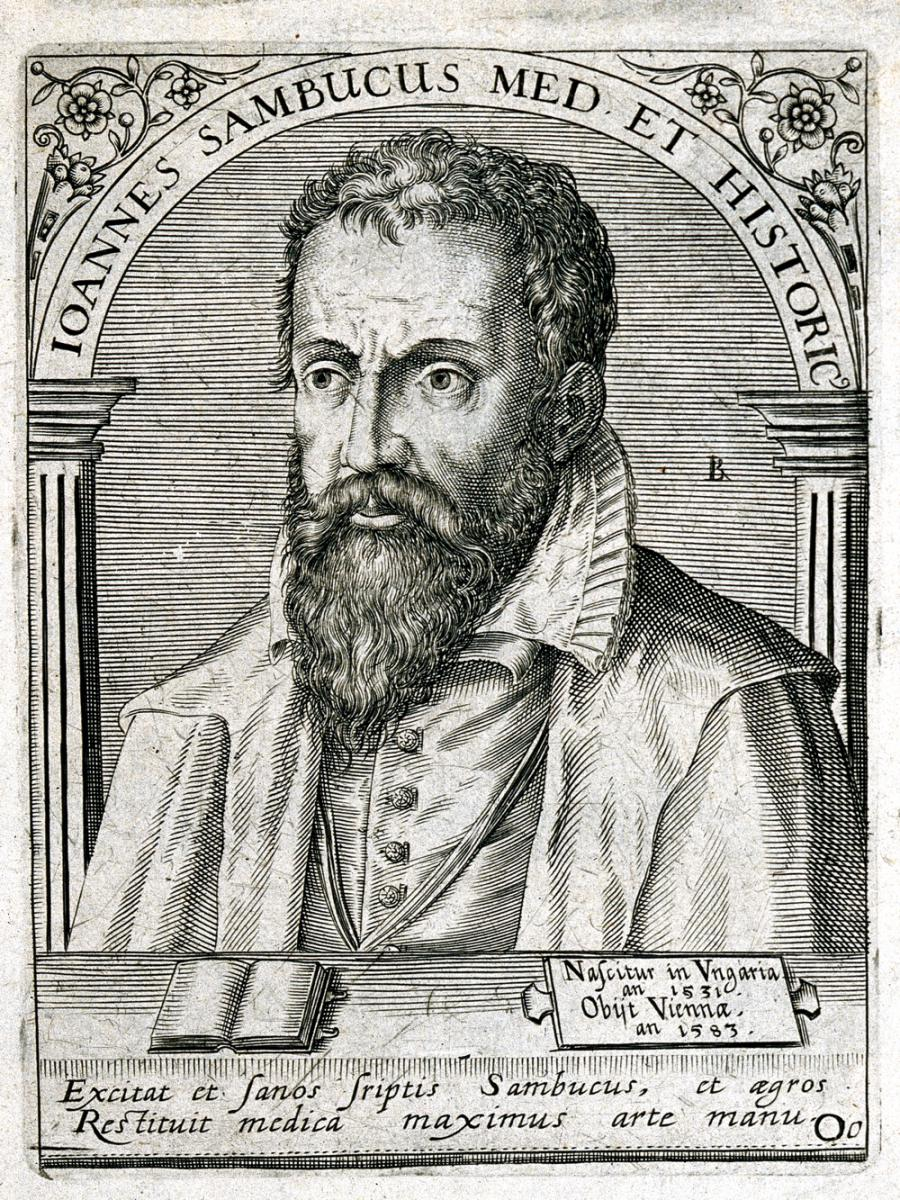
Sambucus
Bibliotheca chalcographica Jean-Jacques Boissard (1652-1669)

- 1531-1535 : Paracelse (1493-1541) compose son Opus paramirum où, comme dans le Textus paramiri (resté inachevé en 1520) ou dans le Paragranum (terminé en 1530), l'auteur développe ses idées « sur les rapports entre l'alchimie et les autres sciences, au premier rang desquelles se trouve la médecine[6] ».

## Naissances
- 1er juin : Johannes Sambucus (János Zsámboky) (mort en 1584), médecin, philologue, humaniste, historien, poète, collectionneur d'œuvres d'art et mécène hongrois[7],[8].
- 26 septembre : Antonio Minutoli (it) (mort en 1606 ou 1610), médecin italien[9].

## Décès
- Avant octobre : Jacques Muyssart (né vers  1465), médecin de l'hospice Comtesse et de la ville de Lille[10],[11],[12].
- Tommaso da Vico (it) (né à une date inconnue), médecin de Vérone[13].